# Новая Зеландия на летних Олимпийских играх 2012
Новая Зеландия на летних Олимпийских играх 2012 года была представлена в шестнадцати видах спорта.

## Награды

### Золото
| Золото |                            |                                                                      |
| 1      | Натан Коэн Джозеф Салливан | Академическая гребля (мужчины, парные двойки)                        |
| 2      | Эрик Маррей Хэмиш Бонд     | Академическая гребля (мужчины, двойки)                               |
| 3      | Махе Драйсдейл             | Академическая гребля (мужчины, одиночки)                             |
| 4      | Валери Адамс               | Лёгкая атлетика (женщины, толкание ядра)                             |
| 5      | Джо Алех Оливия Поури      | Парусный спорт (женщины, 470)                                        |
| 6      | Лиза Кэррингтон            | Гребля на байдарках и каноэ (женщины, байдарки-одиночки, 200 метров) |

### Серебро
| Серебро |                          |                          |
| №       | Спортсмены               | Вид спорта (дисциплина)  |
| 1       | Питер Берлинг Блейр Тьюк | Парусный спорт (49er)    |
| 2       | Сара Уокер               | Велоспорт (женщины, BMX) |

### Бронза
| Бронза |                                                                          |                                                           |
| 1      | Джонелл Ричардс Кэролайн Пауэлл Джонатан Пэджет Эндрю Николсон Марк Тодд | Конный спорт (командное троеборье)                        |
| 2      | Джульетт Хэйг Ребекка Скоун                                              | Академическая гребля (женщины, двойки)                    |
| 3      | Сэм Бьюли Уэстли Гоф Марк Райан Джесси Сёрджент Аарон Гейт               | Велоспорт (мужчины, командная гонка преследования)        |
| 4      | Сторм Уру Питер Тейлор                                                   | Академическая гребля (мужчины, парные двойки, лёгкий вес) |
| 5      | Саймон Ван Вельтовен                                                     | Велоспорт (мужчины, кейрин)                               |

## Результаты соревнований

### Академическая гребля
В следующий раунд из каждого заезда проходили несколько лучших экипажей (в зависимости от дисциплины). В утешительный заезд попадали спортсмены, выбывшие в предварительном раунде. В финал A выходили 6 сильнейших экипажей, остальные разыгрывали места в утешительных финалах B-F.
Мужчины
| Соревнование              | Спортсмены                 | Предварительный заезд | Предварительный заезд | Предварительный заезд | Отборочный заезд | Отборочный заезд | Отборочный заезд | Четвертьфинал | Четвертьфинал | Четвертьфинал | Полуфинал     | Полуфинал     | Полуфинал     | Финал   | Финал   | Итоговое место |
| Соревнование              | Спортсмены                 | Заезд                 | Время                 | Место                 | Заезд            | Время            | Место            | Заезд         | Время         | Место         | Заезд         | Время         | Место         | Время   | Место   | Итоговое место |
| ------------------------- | -------------------------- | --------------------- | --------------------- | --------------------- | ---------------- | ---------------- | ---------------- | ------------- | ------------- | ------------- | ------------- | ------------- | ------------- | ------- | ------- | -------------- |
| одиночки                  | Махе Драйсдейл             | 4                     | 6:49,69               | 1 Q                   | Не участвовал    | Не участвовал    | Не участвовал    | 1             | 6:54,86       | 1 Q           | Полуфинал A/B | Полуфинал A/B | Полуфинал A/B | Финал A | Финал A | 1              |
| одиночки                  | Махе Драйсдейл             | 4                     | 6:49,69               | 1 Q                   | Не участвовал    | Не участвовал    | Не участвовал    | 1             | 6:54,86       | 1 Q           | 1             | 7:18,11       | 1 Q           | 6:57,82 | 1       | 1              |
| двойки                    | Эрик Маррей Хэмиш Бонд     | 1                     | 6:08,50 WB            | 1 Q                   | не участвовали   | не участвовали   | не участвовали   | не проводится | не проводится | не проводится | 1             | 6:48,11       | 1 Q           | Финал A | Финал A | 1              |
| двойки                    | Эрик Маррей Хэмиш Бонд     | 1                     | 6:08,50 WB            | 1 Q                   | не участвовали   | не участвовали   | не участвовали   | не проводится | не проводится | не проводится | 1             | 6:48,11       | 1 Q           | 6:16,65 | 1       | 1              |
| двойки парные             | Натан Коэн Джозеф Салливан | 3                     | 6:11,30 OB            | 1 Q                   | не участвовали   | не участвовали   | не участвовали   | не проводится | не проводится | не проводится | 1             | 6:19,79       | 2 Q           | Финал A | Финал A | 1              |
| двойки парные             | Натан Коэн Джозеф Салливан | 3                     | 6:11,30 OB            | 1 Q                   | не участвовали   | не участвовали   | не участвовали   | не проводится | не проводится | не проводится | 1             | 6:19,79       | 2 Q           | 6:31,67 | 1       | 1              |
| Парные двойки, лёгкий вес |                            |                       |                       |                       |                  |                  |                  |               |               |               |               |               |               |         |         |                |
| Четвёрки                  |                            |                       |                       |                       |                  |                  |                  |               |               |               |               |               |               |         |         |                |
| Парные четвёрки           |                            |                       |                       |                       |                  |                  |                  |               |               |               |               |               |               |         |         |                |

Женщины
| Соревнование              | Спортсмены | Отборочная гонка | Отборочная гонка | Четвертьфинал/ Дополнительная гонка | Четвертьфинал/ Дополнительная гонка | Полуфинал | Полуфинал | Финал | Финал |
| Соревнование              | Спортсмены | Время            | Место            | Время                               | Место                               | Время     | Место     | Время | Место |
| ------------------------- | ---------- | ---------------- | ---------------- | ----------------------------------- | ----------------------------------- | --------- | --------- | ----- | ----- |
| Одиночки                  |            |                  |                  |                                     |                                     |           |           |       |       |
| Двойки                    |            |                  |                  |                                     |                                     |           |           |       |       |
| Парные двойки             |            |                  |                  |                                     |                                     |           |           |       |       |
| Парные двойки, лёгкий вес |            |                  |                  |                                     |                                     |           |           |       |       |
| Парные четвёрки           |            |                  |                  |                                     |                                     |           |           |       |       |

### Бокс
Спортсменов — 2
Женщины
| Соревнование | Спортсмены       | Первый раунд       | Четвертьфинал      | Полуфинал          | Финал              |
| Соревнование | Спортсмены       | Соперник Результат | Соперник Результат | Соперник Результат | Соперник Результат |
| ------------ | ---------------- | ------------------ | ------------------ | ------------------ | ------------------ |
| до 60 кг     | Сиона Фернандес  |                    |                    |                    |                    |
| до 75 кг     | Алексис Притчард |                    |                    |                    |                    |

### Велоспорт
Спортсменов —

#### Шоссейный велоспорт
Мужчины
| Соревнование     | Спортсмены        | Время    | Место |
| ---------------- | ----------------- | -------- | ----- |
| групповая гонка  | Джек Бауэр        | 5:46:05  | 10    |
| групповая гонка  | Грегори Хендерсон | DNF      | DNF   |
| раздельная гонка | Джек Бауэр        | 54:54,16 | 19    |

Женщины
| Соревнование     | Спортсмены      | Время    | Место |
| ---------------- | --------------- | -------- | ----- |
| групповая гонка  | Линда Виллимсен | 3:35:56  | 18    |
| раздельная гонка | Линда Виллимсен | 37:59,18 | 4     |

#### Трековый велоспорт
Мужчины
| Соревнование                  | Спортсмены                                                  | Квалификация | Квалификация | Первый раунд                                                                     | Первый раунд | Второй раунд          | Второй раунд          | 1\2 финала            | 1\2 финала            | Финал                                                                           | Финал                 |
| Соревнование                  | Спортсмены                                                  | Время        | Место        | Соперник Время                                                                   | Место        | Соперник Время        | Место                 | Соперник Время        | Место                 | Соперник Время                                                                  | Место                 |
| ----------------------------- | ----------------------------------------------------------- | ------------ | ------------ | -------------------------------------------------------------------------------- | ------------ | --------------------- | --------------------- | --------------------- | --------------------- | ------------------------------------------------------------------------------- | --------------------- |
| Командная гонка преследования | Сэм Бьюли Аарон Гейт Марк Райан Джесси Серджент Уэстли Гауг | 3:57.607     | 3 Q          | Джек Бобридж Гленн О’Ши Роан Деннис Майкл Хепбёрн (AUS) Пор. 3:56.442            | 3            |                       |                       |                       |                       | Евгений Ковалёв Иван Ковалёв Алексей Марков Александр Серов (RUS) Поб. 3:55.952 | 3                     |
| Спринт                        | Эдди Доукинс                                                | 10.201       | 9            | 1/16 Нджисан Филлип (TRI) Пор. 10.221 Перезаезд Эрсони Канелон (VEN) Пор. 10.439 |              | Завершил выступление  | Завершил выступление  | Завершил выступление  | Завершил выступление  | Завершил выступление                                                            | Завершил выступление  |
| Командный спринт              | Эдди Доукинс Итан Митчелл Симон ван Велтхувен               | 44.175       | 7 Q          | 43.495 NR                                                                        | 5            | Завершили выступление | Завершили выступление | Завершили выступление | Завершили выступление | Завершили выступление                                                           | Завершили выступление |

Женщины
| Соревнование                  | Спортсмены                              | Квалификация | Квалификация | Первый раунд                                                      | Первый раунд                                                         | Второй раунд           | Второй раунд                                              | 1\2 финала     | 1\2 финала | Финал                                                                     | Финал |
| Соревнование                  | Спортсмены                              | Время        | Место        | Соперник Время                                                    | Место                                                                | Соперник Время         | Место                                                     | Соперник Время | Место      | Соперник Время                                                            | Место |
| ----------------------------- | --------------------------------------- | ------------ | ------------ | ----------------------------------------------------------------- | -------------------------------------------------------------------- | ---------------------- | --------------------------------------------------------- | -------------- | ---------- | ------------------------------------------------------------------------- | ----- |
| Командная гонка преследования | Лорен Эллис Джайме Нильсен Элисон Шенкс | 3:20.421     | 5 Q          | Татьяна Шаракова Елена Дылько Оксана Попко (BLR) Поб. 3:18.514 NR | 5                                                                    |                        |                                                           |                |            | за 5-е место Эми Питерс Вера Кудодер Эллен ван Дейк (NED) Поб. 3:19.351   | 5     |
| Спринт                        | Наташа Хансен                           | 11.241       | 9            | 1/16 Любовь Шулика (UKR) Пор.                                     | Перезаезд Хулиана Гавирия (COL) Екатерина Гниденко (RUS) Поб. 11.882 | 1/8 Го Шуан (CHN) Пор. | Перезаезд Ольга Панарина (BLR) Моника Салливан (CAN) Пор. |                |            | за 9-е место Вилли Канис (NED) Лэй Вайси (HKG) Моника Салливан (CAN) Пор. | 12    |

Кейрин
Мужчины
| Соревнование | Спортсмен            | Первый раунд | Перезаезд | Полуфинал | Финал |
| Соревнование | Спортсмен            | Место        | Место     | Место     | Место |
| ------------ | -------------------- | ------------ | --------- | --------- | ----- |
| кейрин       | Симон ван Вельтховен | 2 Q          |           | 2 Q       | 3     |

Женщины
| Соревнование | Спортсмен     | Первый раунд | Перезаезд | Полуфинал | Финал          |
| Соревнование | Спортсмен     | Место        | Место     | Место     | Место          |
| ------------ | ------------- | ------------ | --------- | --------- | -------------- |
| кейрин       | Наташа Хансен | 3 R          | 2 Q       | 5         | 11 5 (финал B) |

Омниум
Мужчины
| Соревнование | Спортсмен     | Круг с ходу | Круг с ходу | Гонка по очкам | Гонка по очкам | Гонка на выбывание | Индивидуальное преследование | Индивидуальное преследование | Скрэтч      | Гит       | Гит         | Всего     | Всего |
| Соревнование | Спортсмен     | Результат   | Место/ Очки | Результат      | Место/ Очки    | Место/ Очки        | Результат                    | Место/ Очки                  | Место/ Очки | Результат | Место/ Очки | Результат | Место |
| ------------ | ------------- | ----------- | ----------- | -------------- | -------------- | ------------------ | ---------------------------- | ---------------------------- | ----------- | --------- | ----------- | --------- | ----- |
| Омниум       | Шейн Арчбольд | 13,112      | 2           | 3              | 15             | 6                  | 4:26,581                     | 6                            | 13          | 1:03,290  | 6           | 48        | 7     |

Женщины
| Соревнование | Спортсмен      | Круг с ходу | Круг с ходу | Гонка по очкам | Гонка по очкам | Гонка на выбывание | Индивидуальное преследование | Индивидуальное преследование | Скрэтч      | Гит       | Гит         | Всего     | Всего |
| Соревнование | Спортсмен      | Результат   | Место/ Очки | Результат      | Место/ Очки    | Место/ Очки        | Результат                    | Место/ Очки                  | Место/ Очки | Результат | Место/ Очки | Результат | Место |
| ------------ | -------------- | ----------- | ----------- | -------------- | -------------- | ------------------ | ---------------------------- | ---------------------------- | ----------- | --------- | ----------- | --------- | ----- |
| Омниум       | Джо Кесановски | 14,924      | 16          | 22             | 7              | 7                  | 3:44,971                     | 11                           | 7           | 36,360    | 7           | 55        | 7     |

#### Маунтинбайк
Мужчины
| Соревнование | Спортсмены | Результат | Отставание | Место |
| ------------ | ---------- | --------- | ---------- | ----- |
| Маунтинбайк  | Сэм Бьюли  | DNS       | DNS        | DNS   |

Женщины
| Соревнование | Спортсмены   | Результат | Отставание | Место |
| ------------ | ------------ | --------- | ---------- | ----- |
| Маунтинбайк  | Карен Хенлен | 1:37:54   | +7:02      | 18    |

#### BMX
Мужчины
| Соревнование | Спортсмены   | Квалификация | Квалификация | 1\4 финала | 1\4 финала  | 1\4 финала  | 1\4 финала  | 1\4 финала | 1\4 финала | 1\2 финала           | 1\2 финала           | 1\2 финала           | 1\2 финала           | 1\2 финала           | 1\2 финала           | Финал                | Финал                | Место                |
| Соревнование | Спортсмены   | Время        | Место        | Заезд      | 1 гонка     | 2 гонка     | 3 гонка     | Всего      | Место      | Заезд                | 1 гонка              | 2 гонка              | 3 гонка              | Всего                | Место                | Финал                | Финал                | Место                |
| Соревнование | Спортсмены   | Время        | Место        | Заезд      | Время Место | Время Место | Время Место | Всего      | Место      | Заезд                | Время Место          | Время Место          | Время Место          | Всего                | Место                | Время                | Место                | Место                |
| ------------ | ------------ | ------------ | ------------ | ---------- | ----------- | ----------- | ----------- | ---------- | ---------- | -------------------- | -------------------- | -------------------- | -------------------- | -------------------- | -------------------- | -------------------- | -------------------- | -------------------- |
| BMX          | Курт Пикард  | 39,057       | 16           | 1          | 40,200 5    | 39,539 3    | DNF 7       | 31         | 7          | Завершил выступление | Завершил выступление | Завершил выступление | Завершил выступление | Завершил выступление | Завершил выступление | Завершил выступление | Завершил выступление | Завершил выступление |
| BMX          | Марк Уиллерс | 38,687       | 10           | 3          | 40,558 1    | 38,879 2    | 38,467 1    | 4          | 1 Q        | 2                    | 1:34,759 8           | 42,269 8             | DNS                  | 26                   | 8                    | Завершил выступление | Завершил выступление | Завершил выступление |

Женщины
| Соревнование | Спортсмены | Квалификация | Квалификация | 1\2 финала | 1\2 финала  | 1\2 финала  | 1\2 финала  | 1\2 финала | 1\2 финала | Финал  | Финал | Место |
| Соревнование | Спортсмены | Время        | Место        | Заезд      | 1 гонка     | 2 гонка     | 3 гонка     | Всего      | Место      | Финал  | Финал | Место |
| Соревнование | Спортсмены | Время        | Место        | Заезд      | Время Место | Время Место | Время Место | Всего      | Место      | Время  | Место | Место |
| ------------ | ---------- | ------------ | ------------ | ---------- | ----------- | ----------- | ----------- | ---------- | ---------- | ------ | ----- | ----- |
| BMX          | Сара Уокер | 38,684       | 2 Q          | 2          | 39,905 5    | 39,348 4    | 39,344 3    | 12         | 4 Q        | 38,133 | 2     | 2     |

### Водные виды спорта

#### Плавание
Спортсменов —
В следующий раунд на каждой дистанции проходят лучшие спортсмены по времени, независимо от места занятого в своём заплыве.
Мужчины
| Соревнование   | Спортсмен | Предварительные заплывы | Предварительные заплывы | Полуфиналы | Полуфиналы | Финал     | Финал |
| Соревнование   | Спортсмен | Результат               | Место                   | Результат  | Место      | Результат | Место |
| -------------- | --------- | ----------------------- | ----------------------- | ---------- | ---------- | --------- | ----- |
| 100 м на спине |           |                         |                         |            |            |           |       |
|                |           |                         |                         |            |            |           |       |
| 100 м брасс    |           |                         |                         |            |            |           |       |
| 200 м брасс    |           |                         |                         |            |            |           |       |

Женщины
| Соревнование        | Спортсмен | Предварительный раунд | Предварительный раунд | Полуфинал | Полуфинал | Финал     | Финал |
| Соревнование        | Спортсмен | Результат             | Место                 | Результат | Место     | Результат | Место |
| ------------------- | --------- | --------------------- | --------------------- | --------- | --------- | --------- | ----- |
| 200 м вольный стиль |           |                       |                       |           |           |           |       |
| 400 м вольный стиль |           |                       |                       |           |           |           |       |
| 800 м вольный стиль |           |                       |                       |           |           |           |       |
| 200 м на спине      |           |                       |                       |           |           |           |       |

### Гребля на байдарках и каноэ
Спортсменов —

#### Гребля на гладкой воде
Мужчины
| Соревнование | Спортсмены | Предварительный этап | Предварительный этап | Полуфиналы | Полуфиналы | Финал | Финал |
| Соревнование | Спортсмены | Время                | Место                | Время      | Место      | Время | Место |
| ------------ | ---------- | -------------------- | -------------------- | ---------- | ---------- | ----- | ----- |
| Б-1, 1000 м  |            |                      |                      |            |            |       |       |
| Б-2, 1000 м  |            |                      |                      |            |            |       |       |

Женщины
| Соревнование | Спортсмены | Предварительный этап | Предварительный этап | Полуфиналы | Полуфиналы | Финал | Финал |
| Соревнование | Спортсмены | Время                | Место                | Время      | Место      | Время | Место |
| ------------ | ---------- | -------------------- | -------------------- | ---------- | ---------- | ----- | ----- |
| Б-1, 200 м   |            |                      |                      |            |            |       |       |
| Б-1, 500 м   |            |                      |                      |            |            |       |       |
| Б-2, 500 м   |            |                      |                      |            |            |       |       |

#### Гребной слалом
Мужчины
| Соревнование | Спортсмены | Предварительный этап | Предварительный этап | Полуфиналы | Полуфиналы | Финал | Финал |
| Соревнование | Спортсмены | Время                | Место                | Время      | Место      | Время | Место |
| ------------ | ---------- | -------------------- | -------------------- | ---------- | ---------- | ----- | ----- |
| Б-1          |            |                      |                      |            |            |       |       |

Женщины
| Соревнование | Спортсмены | Предварительный этап | Предварительный этап | Полуфиналы | Полуфиналы | Финал | Финал |
| Соревнование | Спортсмены | Время                | Место                | Время      | Место      | Время | Место |
| ------------ | ---------- | -------------------- | -------------------- | ---------- | ---------- | ----- | ----- |
| Б-1          |            |                      |                      |            |            |       |       |

### Конный спорт

#### Выездка
| Соревнование              | Спортсмены | Большой Приз | Большой Приз | Переездка Большого Приза | Переездка Большого Приза | КЮР Большого Приза | КЮР Большого Приза | Всего     | Всего |
| Соревнование              | Спортсмены | Результат    | Место        | Результат                | Место                    | Результат          | Место              | Результат | Место |
| ------------------------- | ---------- | ------------ | ------------ | ------------------------ | ------------------------ | ------------------ | ------------------ | --------- | ----- |
| индивидуальное первенство |            |              |              |                          |                          |                    |                    |           |       |
|                           |            |              |              |                          |                          |                    |                    |           |       |
|                           |            |              |              |                          |                          |                    |                    |           |       |
| командное первенство      |            |              |              |                          |                          |                    |                    |           |       |

#### Троеборье
| Соревнование              | Спортсмены | Манежная езда | Манежная езда | Кросс     | Кросс | Конкур    | Конкур | Финальный конкур | Финальный конкур | Всего     | Всего |
| Соревнование              | Спортсмены | Результат     | Место         | Результат | Место | Результат | Место  | Результат        | Место            | Результат | Место |
| ------------------------- | ---------- | ------------- | ------------- | --------- | ----- | --------- | ------ | ---------------- | ---------------- | --------- | ----- |
| индивидуальное первенство |            |               |               |           |       |           |        |                  |                  |           |       |
|                           |            |               |               |           |       |           |        |                  |                  |           |       |
|                           |            |               |               |           |       |           |        |                  |                  |           |       |
|                           |            |               |               |           |       |           |        |                  |                  |           |       |
|                           |            |               |               |           |       |           |        |                  |                  |           |       |
| командное первенство      |            |               |               |           |       |           |        |                  |                  |           |       |

### Лёгкая атлетика
Спортсменов —
Мужчины
| Дисциплина      | Спортсмен | Предварительный раунд | Предварительный раунд | Четвертьфиналы | Четвертьфиналы | Полуфиналы | Полуфиналы | Финал     | Финал |
| Дисциплина      | Спортсмен | Результат             | Место                 | Результат      | Место          | Результат  | Место      | Результат | Место |
| --------------- | --------- | --------------------- | --------------------- | -------------- | -------------- | ---------- | ---------- | --------- | ----- |
| 1500 м          |           |                       |                       |                |                |            |            |           |       |
| 5000 м          |           |                       |                       |                |                |            |            |           |       |
| марафон         |           |                       |                       |                |                |            |            |           |       |
| ходьба на 50 км |           |                       |                       |                |                |            |            |           |       |
| толкание ядра   |           |                       |                       |                |                |            |            |           |       |
| метание копья   |           |                       |                       |                |                |            |            |           |       |
| десятиборье     |           |                       |                       |                |                |            |            |           |       |

Женщины
| Дисциплина    | Спортсмен | Предварительный раунд | Предварительный раунд | Четвертьфиналы | Четвертьфиналы | Полуфиналы | Полуфиналы | Финал     | Финал |
| Дисциплина    | Спортсмен | Результат             | Место                 | Результат      | Место          | Результат  | Место      | Результат | Место |
| ------------- | --------- | --------------------- | --------------------- | -------------- | -------------- | ---------- | ---------- | --------- | ----- |
| 1 500 м       |           |                       |                       |                |                |            |            |           |       |
| 5 000 м       |           |                       |                       |                |                |            |            |           |       |
| марафон       |           |                       |                       |                |                |            |            |           |       |
| толкание ядра |           |                       |                       |                |                |            |            |           |       |

### Настольный теннис
Мужчины
Одиночный разряд
| Соревнование     | Спортсмены | Предварительный раунд | Первый раунд       | Второй раунд       | Третий раунд       | Четвёртый раунд    | Четвертьфинал      | Полуфинал          | Финал              |
| Соревнование     | Спортсмены | Соперник Результат    | Соперник Результат | Соперник Результат | Соперник Результат | Соперник Результат | Соперник Результат | Соперник Результат | Соперник Результат |
| ---------------- | ---------- | --------------------- | ------------------ | ------------------ | ------------------ | ------------------ | ------------------ | ------------------ | ------------------ |
| Одиночный разряд | Филлип Сяо |                       |                    |                    |                    |                    |                    |                    |                    |

Женщины
Одиночный разряд
| Соревнование     | Спортсмены | Предварительный раунд | Первый раунд       | Второй раунд       | Третий раунд       | Четвёртый раунд    | Четвертьфинал      | Полуфинал          | Финал              |
| Соревнование     | Спортсмены | Соперник Результат    | Соперник Результат | Соперник Результат | Соперник Результат | Соперник Результат | Соперник Результат | Соперник Результат | Соперник Результат |
| ---------------- | ---------- | --------------------- | ------------------ | ------------------ | ------------------ | ------------------ | ------------------ | ------------------ | ------------------ |
| Одиночный разряд | Ли Чуньли  |                       |                    |                    |                    |                    |                    |                    |                    |

### Парусный спорт
Спортсменов — 15
Соревнования по парусному спорту в каждом из классов состояли из 10 гонок, за исключением класса 49er, где проводилось 15 заездов. В каждой гонке спортсмены стартовали одновременно. Победителем каждой из гонок становился экипаж, первым пересекший финишную черту. Количество очков, идущих в общий зачёт, соответствовало занятому командой месту. 10 лучших экипажей по результатам 10 гонок попадали в медальную гонку, результаты которой также шли в общий зачёт. В медальной гонке, очки, полученные экипажем удваивались. В случае если участник соревнований не смог завершить гонку ему начислялось количество очков, равное количеству участников плюс один. При итоговом подсчёте очков не учитывался худший результат, показанный экипажем в одной из гонок. Сборная, набравшая наименьшее количество очков, становится олимпийским чемпионом.
Мужчины
| Класс    | Спортсмены     | Гонка | Гонка | Гонка | Гонка | Гонка | Гонка | Гонка | Гонка | Гонка | Гонка | Гонка | Очки | Место |
| Класс    | Спортсмены     | 1     | 2     | 3     | 4     | 5     | 6     | 7     | 8     | 9     | 10    | M     | Очки | Место |
| -------- | -------------- | ----- | ----- | ----- | ----- | ----- | ----- | ----- | ----- | ----- | ----- | ----- | ---- | ----- |
| RS:X     | Джон-Пол Тобин | 15    | 4     | 3     | 7     | 8     | 8     | 12    | 6     | 17    | 17    | 16    | 96   | 7     |
| 470      |                |       |       |       |       |       |       |       |       |       |       |       |      |       |
| Лазер    |                |       |       |       |       |       |       |       |       |       |       |       |      |       |
| Звёздный |                |       |       |       |       |       |       |       |       |       |       |       |      |       |
| Финн     |                |       |       |       |       |       |       |       |       |       |       |       |      |       |

Женщины
| Класс        | Спортсмены | Гонка | Гонка | Гонка | Гонка | Гонка | Гонка | Гонка | Гонка | Гонка | Гонка | Гонка | Очки | Место |
| Класс        | Спортсмены | 1     | 2     | 3     | 4     | 5     | 6     | 7     | 8     | 9     | 10    | M     | Очки | Место |
| ------------ | ---------- | ----- | ----- | ----- | ----- | ----- | ----- | ----- | ----- | ----- | ----- | ----- | ---- | ----- |
| RS:X         |            |       |       |       |       |       |       |       |       |       |       |       |      |       |
| 470          |            |       |       |       |       |       |       |       |       |       |       |       |      |       |
| Лазер Радиал |            |       |       |       |       |       |       |       |       |       |       |       |      |       |

Эллиот
В классе Эллиот соревнованлись 12 экипажей, которые на предварительном раунде в матчевых поединках встречались каждый с каждым. Восемь лучших экипажей выходили в плей-офф, где по олимпийской системе определяли тройку призёров соревнований.
| Класс  | Спортсмены | Матчи | Матчи | Матчи | Матчи | Матчи | Матчи | Матчи | Матчи | Матчи | Матчи | Матчи | Матчи      | Матчи      | Матчи | Место |
| Класс  | Спортсмены | 1     | 2     | 3     | 4     | 5     | 6     | 7     | 8     | 9     | 10    | 11    | 1/4 финала | 1/2 финала | Финал | Место |
| ------ | ---------- | ----- | ----- | ----- | ----- | ----- | ----- | ----- | ----- | ----- | ----- | ----- | ---------- | ---------- | ----- | ----- |
| Эллиот |            |       |       |       |       |       |       |       |       |       |       |       |            |            |       |       |

Открытый класс
| Класс | Спортсмены | Гонка | Гонка | Гонка | Гонка | Гонка | Гонка | Гонка | Гонка | Гонка | Гонка | Гонка | Гонка | Гонка | Гонка | Гонка | Гонка | Очки | Место |
| Класс | Спортсмены | 1     | 2     | 3     | 4     | 5     | 6     | 7     | 8     | 9     | 10    | 11    | 12    | 13    | 14    | 15    | M     | Очки | Место |
| ----- | ---------- | ----- | ----- | ----- | ----- | ----- | ----- | ----- | ----- | ----- | ----- | ----- | ----- | ----- | ----- | ----- | ----- | ---- | ----- |
| 49er  |            |       |       |       |       |       |       |       |       |       |       |       |       |       |       |       |       |      |       |

Использованы следующие сокращения:
- M — медальная гонка

### Стрельба
Женщины
| Соревнование                       | Спортсмены | Квалификация | Квалификация | Финал | Всего     | Всего |
| Соревнование                       | Спортсмены | Результат    | Место        | Финал | Результат | Место |
| ---------------------------------- | ---------- | ------------ | ------------ | ----- | --------- | ----- |
| пневматическая винтовка, 10 метров |            |              |              |       |           |       |

### Тхэквондо
Спортсменов — 3
Женщины
| Соревнование | Спортсмен      | Турнир       | 1/8 финала                         | Четвертьфинал      | Полуфинал          | Финал              |
| Соревнование | Спортсмен      | Турнир       | Соперник Результат                 | Соперник Результат | Соперник Результат | Соперник Результат |
| ------------ | -------------- | ------------ | ---------------------------------- | ------------------ | ------------------ | ------------------ |
| до 68 кг     | Логан Кэмпбелл | За 1-е место | Григорий Гусаров (UKR) пор. 6—10   | Не прошёл          | Не прошёл          | Не прошёл          |
| до 68 кг     | Логан Кэмпбелл | За 3-е место |                                    |                    |                    |                    |
| до 80 кг     | Вон Скотт      | За 1-е место | Себастьян Крисманич (ARG) пор. 5—9 | Не прошёл          | Не прошёл          | Не прошёл          |
| до 80 кг     | Вон Скотт      | За 3-е место |                                    |                    |                    |                    |

Женщины
| Соревнование | Спортсмен  | Турнир       | 1/8 финала                  | Четвертьфинал      | Полуфинал          | Финал              |
| Соревнование | Спортсмен  | Турнир       | Соперник Результат          | Соперник Результат | Соперник Результат | Соперник Результат |
| ------------ | ---------- | ------------ | --------------------------- | ------------------ | ------------------ | ------------------ |
| до 57 кг     | Робин Чхон | За 1-е место | Хедая Вахба (EGY) пор. 6—17 | Не прошла          | Не прошла          | Не прошла          |
| до 57 кг     | Робин Чхон | За 3-е место |                             |                    |                    |                    |

### Футбол
Спортсменов — 36

#### Мужчины
Состав команды
| №              | Имя              | Клуб                  | Дата рождения    | Возраст | Игр     | Голов   |
| Вратари        | Вратари          | Вратари               | Вратари          | Вратари | Вратари | Вратари |
| -------------- | ---------------- | --------------------- | ---------------- | ------- | ------- | ------- |
| 1              | Джейк Глисон     | Портленд Тимберс      | 26 июня 1990     | 22      | 0       | 0       |
| 18             | Майкл О’Кифф     | Файрфилд Стагс        | 9 августа 1990   | 21      | 3       | -5      |
| Защитники      |                  |                       |                  |         |         |         |
| 2              | Тим Пейн         | Блэкберн Роверс       | 10 января 1994   | 18      | 3       | 0       |
| 3              | Иан Хогг         | Окленд Сити           | 15 декабря 1989  | 22      | 3       | 0       |
| 4              | Тим Майерс       | Уаитакере Юнайтед     | 17 сентября 1990 | 21      | 1       | 0       |
| 5              | Томми Смит       | Ипсвич Таун           | 31 марта 1990    | 22      | 3       | 0       |
| 6              | Райан Нелсен*    | Куинз Парк Рейнджерс  | 18 октября 1977  | 34      | 3       | 0       |
| 12             | Адам Томас       | Уаикато               | 1 апреля 1992    | 20      | 3       | 0       |
| 14             | Джеймс Муса      | Тим Веллингтон        | 1 апреля 1992    | 20      | 1       | 0       |
| Полузащитники  |                  |                       |                  |         |         |         |
| 8              | Майкл Макглинчи* | Сентрал Кост Маринерс | 7 января 1987    | 25      | 3       | 0       |
| 11             | Марко Рохас      | Мельбурн Виктори      | 5 ноября 1991    | 20      | 3       | 0       |
| 13             | Алекс Фенеридис  | Окленд Сити           | 13 ноября 1989   | 22      | 1       | 0       |
| 15             | Кэмерон Хоуисон  | Бернли                | 22 декабря 1994  | 17      | 3       | 0       |
| 17             | Адам Макджордж   | Окленд Сити           | 30 марта 1989    | 23      | 1       | 0       |
| Нападающие     |                  |                       |                  |         |         |         |
| 7              | Коста Барбарусес | Панатинаикос          | 19 февраля 1990  | 22      | 3       | 0       |
| 9              | Шейн Смелц*      | Перт Глори            | 29 сентября 1981 | 30      | 3       | 0       |
| 10             | Крис Вуд         | Вест Бромвич Альбион  | 7 декабря 1991   | 20      | 3       | 1       |
| 16             | Дакота Лукас     | Саншайн-Кост          | 26 июня 1991     | 21      | 1       | 0       |
| Главный тренер |                  |                       |                  |         |         |         |
| Флаг Англии    | Нил Эмблен       | Нил Эмблен            | 19 июня 1971     | 41      |         |         |

Результаты
Группа C
|   | Команда        | И | В | Н | П | ГЗ | ГП | +/- | Очки |
| - | -------------- | - | - | - | - | -- | -- | --- | ---- |
| 1 | Бразилия       | 3 | 3 | 0 | 0 | 9  | 3  | +6  | 9    |
| 2 | Египет         | 3 | 1 | 1 | 1 | 6  | 5  | +1  | 4    |
| 3 | Беларусь       | 3 | 1 | 0 | 2 | 3  | 6  | -3  | 3    |
| 4 | Новая Зеландия | 3 | 0 | 1 | 2 | 1  | 5  | -4  | 1    |

| 26 июля 2012 19:45 UTC+1 | \| Беларусь \| 1:0 (1:0) Отчет \| Новая Зеландия \| \| Дмитрий Бага 23′ \| Голы \| \| | Стадион: Стадион города Ковентри, Ковентри Зрителей: 14 457 Судья: Бакари Гассама |
| Беларусь                 | 1:0 (1:0) Отчет                                                                       | Новая Зеландия                                                                    |
| Дмитрий Бага 23′         | Голы                                                                                  |                                                                                   |

| 29 июля 2012 14:45 UTC+1 | \| Египет \| 1:1 (1:1) Отчет \| Новая Зеландия \| \| Салах 40′ \| Голы \| Крис Вуд 17′ \| | Стадион: Олд Траффорд, Манчестер Зрителей: 50050 Судья: Марк Клаттенбург |
| Египет                   | 1:1 (1:1) Отчет                                                                           | Новая Зеландия                                                           |
| Салах 40′                | Голы                                                                                      | Крис Вуд 17′                                                             |

| 1 августа 2012 14:30 UTC+1                   | \| Бразилия \| 3:0 (2:0) Отчёт \| Новая Зеландия \| \| Данило 23′ · Леандро Дамиан 29′ · Сандро 52′ \| Голы \| \| | Стадион: Сент-Джеймс Парк, Ньюкасл Зрителей: 25 201 Судья: Бакари Гассама |
| Бразилия                                     | 3:0 (2:0) Отчёт                                                                                                   | Новая Зеландия                                                            |
| Данило 23′ · Леандро Дамиан 29′ · Сандро 52′ | Голы |                                                                           |

#### Женщины
Состав команды
Результаты
Группа E
|   | Команда        | И | В | Н | П | ГЗ | ГП | +/- | Очки |
| - | -------------- | - | - | - | - | -- | -- | --- | ---- |
| 1 | Бразилия       | 1 | 1 | 0 | 0 | 5  | 0  | +5  | 3    |
| 2 | Великобритания | 1 | 1 | 0 | 0 | 1  | 0  | +1  | 3    |
| 3 | Новая Зеландия | 1 | 0 | 0 | 0 | 0  | 1  | -1  | 0    |
| 4 | Камерун        | 1 | 0 | 0 | 0 | 0  | 5  | -5  | 0    |

| 25 июля 2012 16:00 UTC+1 | \| Великобритания \| 1:0 (0:0) Отчёт \| Новая Зеландия \| \| Хьютон 64′ \| Голы \| \| | Стадион: Миллениум, Кардифф Зрителей: 24 445 Судья: Кери Зейц |
| Великобритания           | 1:0 (0:0) Отчёт                                                                       | Новая Зеландия                                                |
| Хьютон 64′               | Голы                                                                                  |                                                               |

| 28 июля 2012 14:30 UTC+1 | \| Новая Зеландия \| [Отчёт] \| Бразилия \| | Стадион: Миллениум, Кардифф |
| Новая Зеландия           | [Отчёт]                                     | Бразилия                    |

| 31 июля 2012 19:45 UTC+1 | \| Новая Зеландия \| [Отчёт] \| Камерун \| | Стадион: Рико Арена, Ковентри |
| Новая Зеландия           | [Отчёт]                                    | Камерун                       |

### Хоккей на траве
Мужчины
Состав команды
Результаты
Группа B
| Место | Команда          | И | В | Н | П | ГЗ | ГП | +/- | Очки |
| ----- | ---------------- | - | - | - | - | -- | -- | --- | ---- |
| 1     | Нидерланды       | 5 | 5 | 0 | 0 | 18 | 7  | +11 | 15   |
| 2     | Германия         | 5 | 3 | 1 | 1 | 14 | 11 | +3  | 10   |
| 3     | Бельгия          | 5 | 2 | 1 | 2 | 8  | 7  | +1  | 7    |
| 4     | Республика Корея | 5 | 2 | 0 | 3 | 9  | 8  | +1  | 6    |
| 5     | Новая Зеландия   | 5 | 1 | 2 | 2 | 10 | 14 | −4  | 5    |
| 6     | Индия            | 5 | 0 | 0 | 5 | 6  | 18 | −12 | 0    |

| 30 июля 2012 08:30 (UTC+1) | \| Республика Корея \| 2:0 (2:0) Отчёт \| Новая Зеландия \| \| Ю Хё Сик 20', 34' \| Голы \| \| | Лондон Ривербанк Арена Судья: Хэмиш Джеймсон Херман Монтес де Оса |
| Республика Корея           | 2:0 (2:0) Отчёт                                                                                | Новая Зеландия                                                    |
| Ю Хё Сик 20', 34'          | Голы                                                                                           |                                                                   |

| 1 августа 2012 13:45 (UTC+1)                           | \| Новая Зеландия \| 3:1 (3:1) Отчёт \| Индия \| \| Энди Хэйуорд 13' · Филлип Барроус 24' · Ник Уилсон 29' \| Голы \| Сандип Сингх 2' \| | Лондон Ривербанк Арена Судья: Джед Кьюран Колин Хатчинсон |
| Новая Зеландия                                         | 3:1 (3:1) Отчёт | Индия                                                     |
| Энди Хэйуорд 13' · Филлип Барроус 24' · Ник Уилсон 29' | Голы | Сандип Сингх 2'                                           |

| 3 августа 2012 10:45 (UTC+1)                                                                 | \| Нидерланды \| 5:1 (3:1) Отчёт \| Новая Зеландия \| \| Родерик Вёстхоф 16' · Минк ван дер Верден 27' · Билли Баккер 29', 56' · Роберт Кемперман 67' \| Голы \| Саймон Чайлд 5' \| | Лондон Ривербанк Арена Судья: Джед Кьюран Натан Стагно |
| Нидерланды                                                                                   | 5:1 (3:1) Отчёт | Новая Зеландия                                         |
| Родерик Вёстхоф 16' · Минк ван дер Верден 27' · Билли Баккер 29', 56' · Роберт Кемперман 67' | Голы | Саймон Чайлд 5'                                        |

| 5 августа 2012 21:15 (UTC+1) | \| Новая Зеландия \| 1:1 (0:0) Отчёт \| Бельгия \| \| Ник Уилсон 54' \| Голы \| Том Бон 48' \| | Лондон Ривербанк Арена Судья: Херман Монтес де Оса Роэль ван Эрт |
| Новая Зеландия               | 1:1 (0:0) Отчёт                                                                                | Бельгия                                                          |
| Ник Уилсон 54'               | Голы                                                                                           | Том Бон 48'                                                      |

| 7 августа 2012 21:15 (UTC+1)                                                           | \| Германия \| 5:5 (2:4) Отчёт \| Новая Зеландия \| \| Оскар Декке 10' · Флориан Фукс 27' · Тило Стральковски 47' · Кристофер Целлер 51', 69' \| Голы \| Ник Уилсон 4' · Ричард Петерик 6' · Стивен Дженнесс 21' · Саймон Чайлд 30', 36' \| | Лондон Ривербанк Арена Судья: Дэвид Джентлс Хэмиш Джеймсон                      |
| Германия                                                                               | 5:5 (2:4) Отчёт | Новая Зеландия                                                                  |
| Оскар Декке 10' · Флориан Фукс 27' · Тило Стральковски 47' · Кристофер Целлер 51', 69' | Голы | Ник Уилсон 4' · Ричард Петерик 6' · Стивен Дженнесс 21' · Саймон Чайлд 30', 36' |

Матч за 9-е место
| 9 августа 2012 08:30 (UTC+1) | \| Аргентина \| 1:3 (0:3) Отчёт \| Новая Зеландия \| \| Педро Ибарра 59' \| Голы \| Стивен Дженнесс 4' · Ричард Петерик 21' · Ник Уилсон 29' \| | Лондон Ривербанк Арена Судья: Марцин Грохал Тим Пулман   |
| Аргентина                    | 1:3 (0:3) Отчёт | Новая Зеландия                                           |
| Педро Ибарра 59'             | Голы | Стивен Дженнесс 4' · Ричард Петерик 21' · Ник Уилсон 29' |

Женщины
На игры квалифицировалась женская сборная Новой Зеландии в составе 16 человек.
Состав команды
Результаты
Группа B
| Место | Команда        | И | В | Н | П | ГЗ | ГП | +/- | Очки |
| ----- | -------------- | - | - | - | - | -- | -- | --- | ---- |
| 1     | Аргентина      | 5 | 3 | 1 | 1 | 12 | 4  | +8  | 10   |
| 2     | Новая Зеландия | 5 | 3 | 1 | 1 | 9  | 5  | +4  | 10   |
| 3     | Австралия      | 5 | 3 | 1 | 1 | 5  | 2  | +3  | 10   |
| 4     | Германия       | 5 | 2 | 1 | 2 | 6  | 7  | −1  | 7    |
| 5     | ЮАР            | 5 | 1 | 0 | 4 | 9  | 14 | −5  | 3    |
| 6     | США            | 5 | 1 | 0 | 4 | 4  | 13 | −9  | 3    |